# Palatine Bridge
Palatine Bridge – wieś w Stanach Zjednoczonych, w stanie Nowy Jork, w hrabstwie Montgomery.